# Marco Coceio Anício Fausto Flaviano
Marco Coceio Anício Fausto Flaviano (em latim: Marcus Cocceius Anicius Faustus Flavianus; fl. século III) foi um senador romano que foi nomeado cônsul sufecto por volta de 250/52.

## Vida
Marco Coceio Anício Fausto Flaviano era um provavelmente filho ou sobrinho de Quinto Anício Fausto Paulino, cônsul sufecto antes de 230, e membro da gens patrícia Anícia. Foi nomeado "curador dos assuntos públicos de Cirta" (Curator rei publicae Cirtae) em 251. Acredita-se que por volta dessa época, c. 250/2, foi nomeado cônsul sufecto. Especula-se que era irmão de Sexto Coceio Anício Fausto Paulino, cônsul sufecto antes de 268.